# 岸和田城
岸和田城，別稱千龜利城，是一座位處日本大阪府岸和田市岸城町（舊和泉國）的城堡。江戶時代為岸和田藩藩廳，城的庭園為日本國家指定名勝。

## 歷史
岸和田城早於15世紀已經建造，最初由和泉守護細川氏世襲。初時由信濃泰義等人成為城主。有關本城的第一次史料記載回到1558年（永祿元年），淨心院快榮書狀中，提及三好氏入城。
在室町時代末期為三好氏控制，但在1562年（永祿5年）一度被畠山高政控制，同年在教興寺之戰，三好長慶取得大勝，三好氏再度取得控制權。並交由松浦虎出任城主。後來織田信長擴充勢力，控制了河內國大部份地方。在織田政權影響力減少後，由羽柴秀吉控制，當時秀吉忙於小牧長久手與德川家康交戰，留守的部隊遭到雜賀眾的攻擊，最終在苦戰下擊敗一揆眾（也造就了一寸法師的傳說）。在秀吉平定紀州一揆後，由小出秀政出任城主，並設立岸和田藩。
自1631年（寛永17年）起，岡部長職入主後，一直由岡部氏繼承城主地位。1827年，天守因遭到雷擊而被破壞，此後多次向幕申請均遭到拒絕。此城在1871年（明治4年）在廢藩置縣的命令下遭拆除。在1954年才下令重建3層模擬天守。在平成年間進行大修繕，更改屋根以及外層。
現時城為內資料館，記載岸和田城相關歷史，進館費用為300日圓，中學生或以下可免費進館，並可以於3樓的天守閣瞭望岸和田市一帶。

## 建築
本丸、天守
岸和田城曾經有四層天守，但在1827年遭雷擊而銷毀。雖然岡部氏提出重建3層天守及2層小天守，但未能得到幕府批淮，1871年因廢藩置縣而被拆除，在戰後由岡部氏後人提出下，重新興建。1954年重新復建3層天守。在天守外是「八陣之庭」，模仿諸葛亮的八卦陣為題，以天・地・風・雲・鳥・蛇・龍・虎八組組成。
二丸
總面積達8000平方米。現在為二之丸公園，在1957年間由市民寄贈獼猴，全盛時期達50匹，但後來數目因傳染病影響減少，最後一頭被送往岸和田市中央公園後，在2012年1月5日逝世。現在是一家意大利餐館。

## 交通

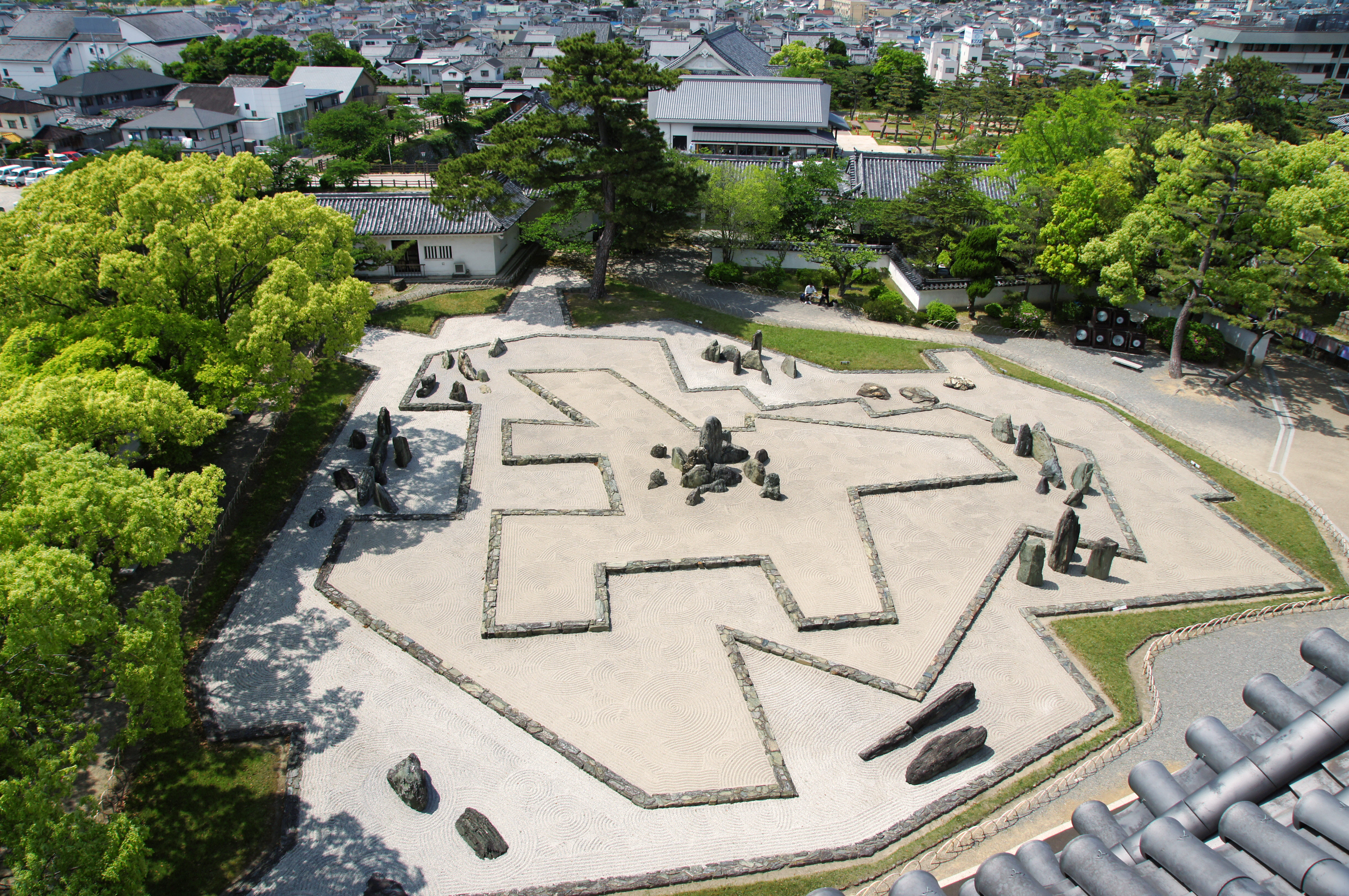
八陣之庭

- 鐵道

南海本線 蛸地藏站及岸和田站下車後步行約10分鐘

## 鄰近設施
- 五風莊
- 岸城神社

## 外部連結
- 岸和田城歷史資料 （页面存档备份，存于）
- 岸和田城平城大重建專頁 （页面存档备份，存于）